# Zoë Ferraris

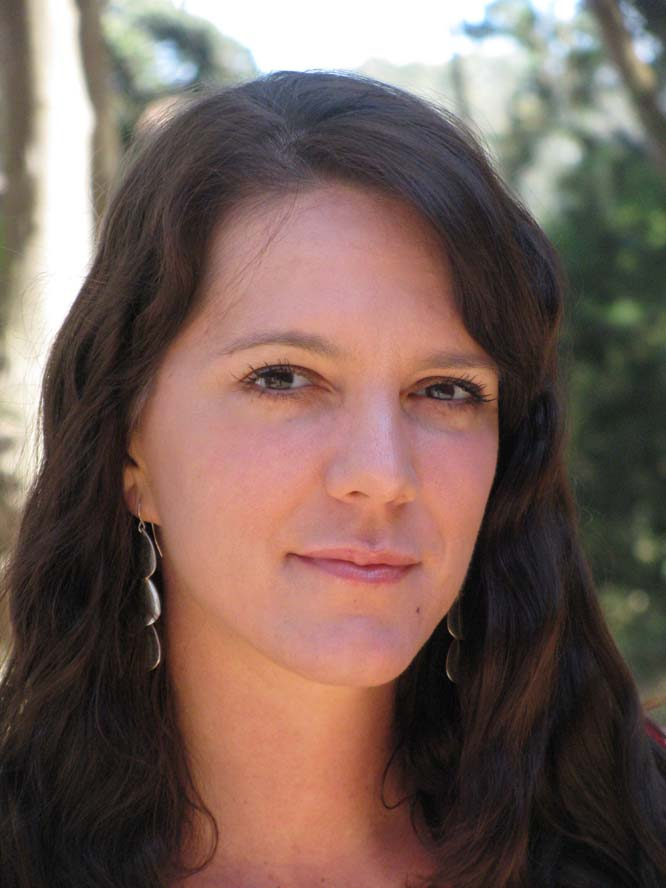
Zoë Ferraris

Zoë Ferraris (* 5. Juni 1970 in Oklahoma) ist eine amerikanische Autorin von Kriminalromanen.

## Leben und Werk
Im Alter von 19 Jahren heiratete sie ihren damaligen Ehemann, einen Beduinen, und lebte für ein Jahr mit ihm und ihrer gemeinsamen Tochter in Dschidda, Saudi-Arabien, in einer strenggläubigen muslimischen Gemeinde. Ihre Zeit in Saudi-Arabien bildet den Hintergrund ihrer Romane. 2006 beendete sie ihr Studium an der Columbia-University New York mit dem Abschluss M.F.A. in Fiction. 2007 erschien mit Finding Nouf (dt. Die letzte Sure) der erste ihrer Kriminalromane. Der Beduine Nayir ash-Sharqi, ein palästinensischer Wüstenführer und die Pathologin Katya Hijazi klären darin den Mord an der sechzehnjährigen Nouf, der Tochter einer reichen und einflussreichen Familie aus Dschidda, auf. In City of Veils (dt. Totenverse), das 2009 erschien, klären wiederum Nayir ash-Sharqi und Katya Hijazi diesmal den Mord an Leila Nawar, einer jungen Filmemacherin, auf. Ferraris dritter Kriminalroman Kingdom of Strangers erschien 2012. Die deutsche Übersetzung ist 2014 unter dem Titel Wüstenblut erschienen.
Ferraris lebt in San Francisco.

## Auszeichnungen
Ferraris erhielt für ihren ersten Roman den „Mystery Fiction Award“ der Santa Barbara Writer’s Conference.

## Bücher
- Die letzte Sure (Finding Nouf), dt. von Matthias Müller, Pendo Verlag,  München 2007, ISBN 978-3-86612-129-4.
- Totenverse (City of Veils), dt. von Ulrike Wasel und Klaus Timmermann, Pendo Verlag, München 2009, ISBN 978-3-86612-232-1.
- Wüstenblut (Kingdom of Strangers), dt. von Karin Dufner, Pendo Verlag 2014, ISBN 978-3-86612-375-5.